# Масике (посёлок)
Ма́сике (яп. 増毛町 Масикэ-тё:) — посёлок в Японии, находящийся в уезде Масике округа Румои губернаторства Хоккайдо. Площадь посёлка составляет 369,70 км², население — 4938 человек (30 июня 2014), плотность населения — 13,36 чел./км².

## Географическое положение
Посёлок расположен на острове Хоккайдо в губернаторстве Хоккайдо. С ним граничат города Румои, Исикари и посёлки Хокурю, Урю, Синтоцукава.

## Население
Население посёлка составляет 4938 человек (30 июня 2014), а плотность — 13,36 чел./км². Изменение численности населения с 1980 по 2005 годы:
| 1980 | 8319 чел. |  |
| 1985 | 8011 чел. |  |
| 1990 | 7166 чел. |  |
| 1995 | 6652 чел. |  |
| 2000 | 6167 чел. |  |
| 2005 | 5708 чел. |  |

## Символика
Деревом посёлка считается Sorbus commixta, цветком — цветок сакуры, птицей — Larus crassirostris.